# لو بلاك
لو بلاك (بالإنجليزية: Lou Black)‏ هو عازف بانجو أمريكي، ولد في 8 يونيو 1901، وتوفي في 18 نوفمبر 1965 بسبب نوبة قلبية.

## وصلات خارجية
- لو بلاك على موقع ميوزك برينز (الإنجليزية)